# Phaeoparia phrygana
Phaeoparia phrygana is een rechtvleugelig insect uit de familie Romaleidae. De wetenschappelijke naam van deze soort is voor het eerst geldig gepubliceerd in 1980 door Jago.